# Breitenbach (Fulda, Röhrenfurth)
Der Breitenbach ist ein Bach im Riedforst im  Fulda-Werra-Bergland, ein etwa 4 km langer, orografisch rechter Nebenfluss der Fulda. Er entspringt nordwestlich von Kehrenbach, durchfließt das im Oberlauf forstwirtschaftlich, im Mittel- und Unterlauf landwirtschaftlich geprägte Breitenbachtal und den Stadtteil Röhrenfurth von Melsungen. Dort mündet er in die Fulda.
Der Bach und sein Tal werden durch die 440 m lange und 48 m hohe  Breitenbach-Talbrücke überspannt, auf der die Eisenbahn-Schnellfahrstrecke Hannover–Würzburg geführt wird. Im Breitenbachtal gibt es einen privaten Wildpark mit  Ausflugsgaststätte.
Zum Fischbestand des Breitenbaches liegen keine detaillierten Angaben vor. Es ist mit den typischen Arten eines kleinen Mittelgebirgsbachs zu rechnen, unter anderen der Bachforelle.